# Траут-Крик (горы)
Горы Траут-Крик — отдалённый, полузасушливый горный хребет Большого Бассейна, расположенный в основном на юго-востоке Орегона и частично на севере Невады в Соединённых Штатах. Самая высокая точка хребта — пик Оревада-Вью, 8506 футов (2593 м) над уровнем моря, в Неваде. Пик Дизастер, высота 7781 фут (2372 м) — ещё одна выдающаяся вершина в невадской части гор.
Горы характеризуют рельеф Большого Бассейна, состоящий в основном из параллельных горных хребтов, чередующихся с плоскими долинами. Горы Траут-Крик, ориентированные в основном с севера на юг, состоят в основном из базальтовых блоков, образовавшихся в результате выброса из древнего вулкана и других источников, расположенных на более древних метаморфических породах. Однако на южном конце хребта находится множество обнажений гранитных пород. В целом рельеф местности характеризуется преимущественно холмистыми возвышенностями и хребтами, изрезанными уступами и каньонами.
Большая часть территории — это государственные земли, находящиеся в ведении Федерального бюро землепользования. В этом отдалённом регионе очень мало людей, поскольку основными видами деятельности человека являются выпас скота и скотоводство, однако бывшие шахты в кальдере Макдермитт произвели одни из самых больших объемов ртути в Северной Америке в XX веке. Общественные земли в горах открыты для отдыха, но посещаются редко. Растительность включает большие участки Artemisia tridentata, а также пустынные травы, Populus sect. Aigeiros и ольховые насаждения. Шалфейный тетерев и гаичка Гамбела — два вида птиц, обитающих на этой территории, а из млекопитающих распространены вилорог и зайцы.
Несмотря на сухой климат этого района, несколько круглогодичных ручьев являются средой обитания редкой Oncorhynchus clarki henshawi. Популяция рыб в горах Траут-Крик сокращалась на протяжении большей части XX века. В 1980-х годах воздействие выпаса скота на прибрежные зоны и рыбу привело к конфликту из-за землепользования. Рабочая группа Trout Creek Mountain была создана в 1988 году для разрешения разногласий между владельцами скота, экологами, государственными учреждениями и другими заинтересованными сторонами. Заинтересованные стороны встретились и согласовали изменения в практике землепользования, и с начала 1990-х годов прибрежные зоны начали восстанавливаться.